# Повітряний бій

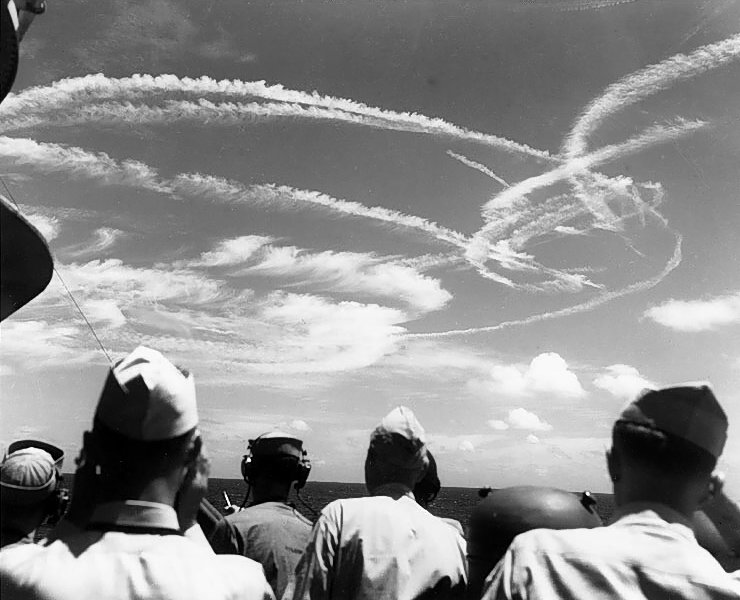
Повітряний бій у Філіппінському морі. 1944

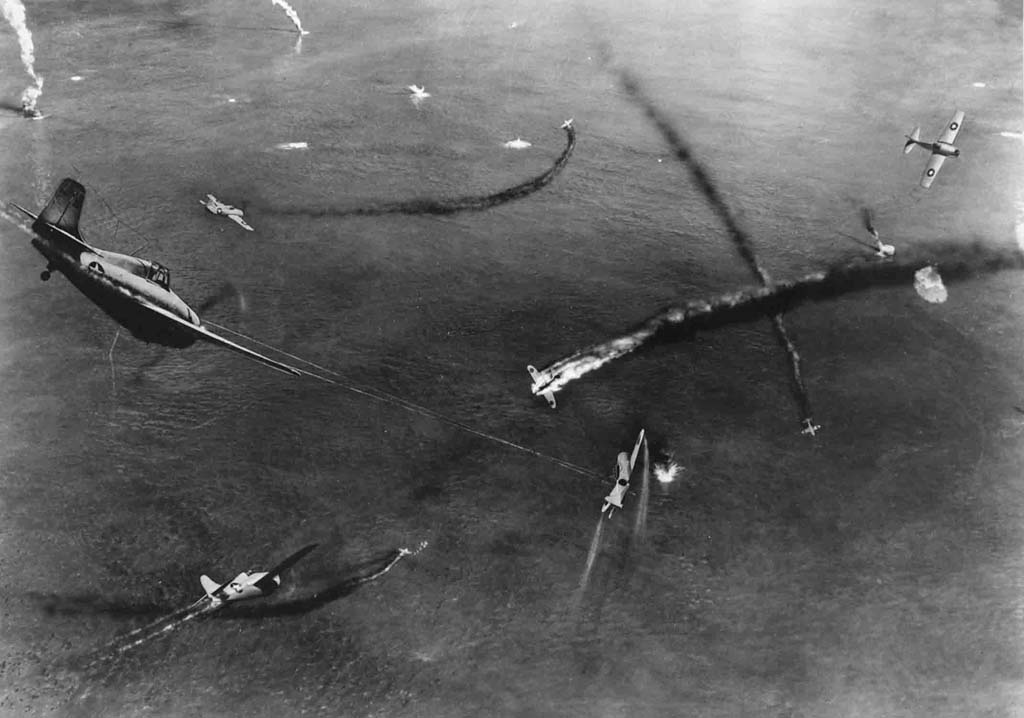
Повітряний бій між американськими та японськими літаками. Червень 1942

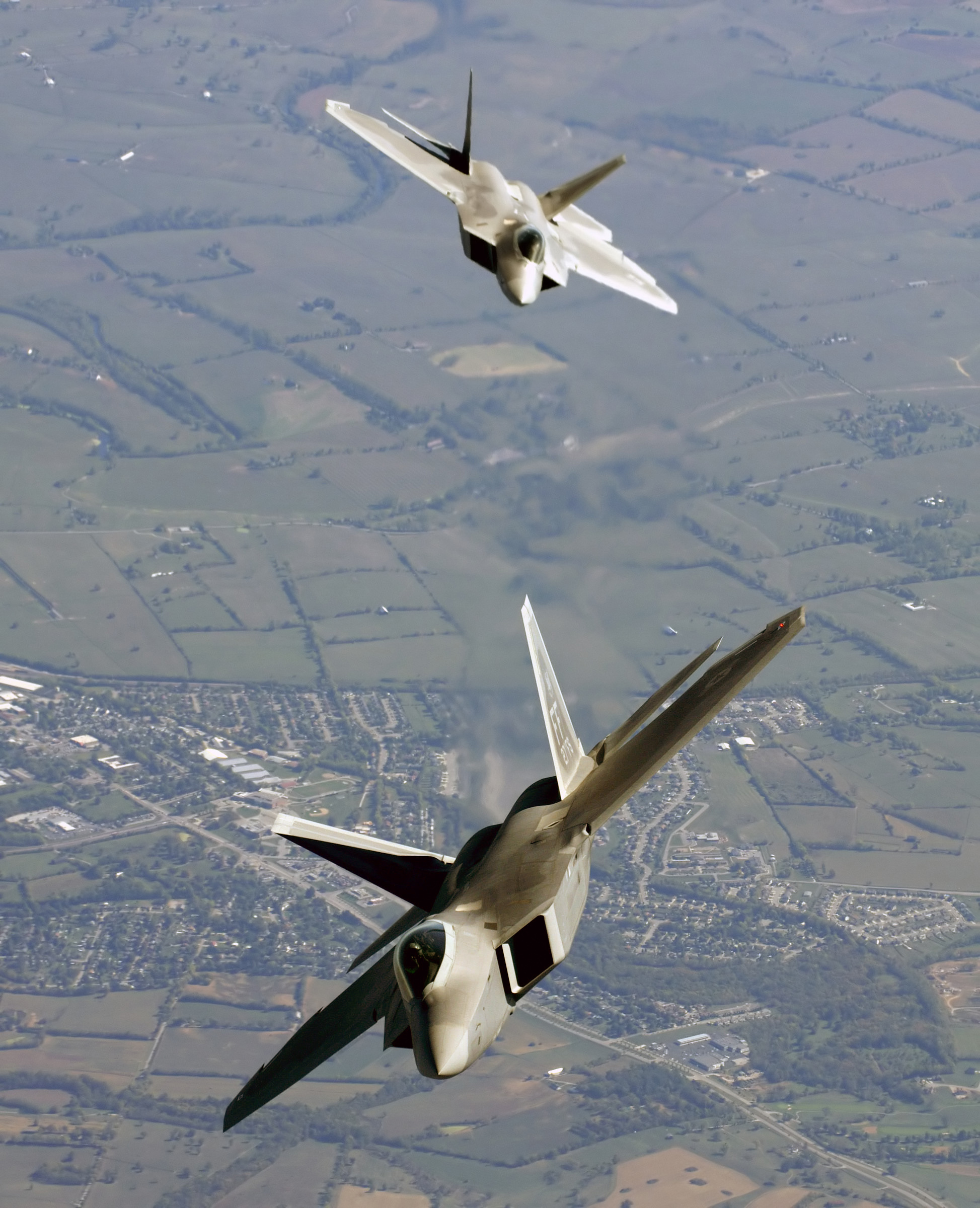
Навчальний повітряний бій між винищувачами F-22 американських ВПС. 2005

Пові́тряний бій — організоване озброєне протиборство літаків (екіпажів), авіаційних підрозділів та частин в повітрі з метою знищення повітряного противника, відбиття його атак.
З виникненням військової авіації та початком його бойового застосування повітряні бої велись у вигляді епізодичних дуелей між окремими слабо озброєними літаками. Однак вже у ході Першої світової війни повітряні бої набувають чималого розмаху.

## Історія

### Мексиканська революція
Перший випадок бою між літаками і перший приклад перехоплення літака літаком під час повітряного конфлікту відбувся під час Мексиканської революції 30 жовтня 1913 між двома американськими найманцями, що билися за супротивників Дін Іван Лемб і Філ Рейдер. Обидва мали накази на вбивство, але жоден з них не хотів завдати шкоди іншому, тому вони обмінялись багатьма залпами з пістолів, зумисно хиблячи допоки в них не вийшла амуніція.

## Близький повітряний бій

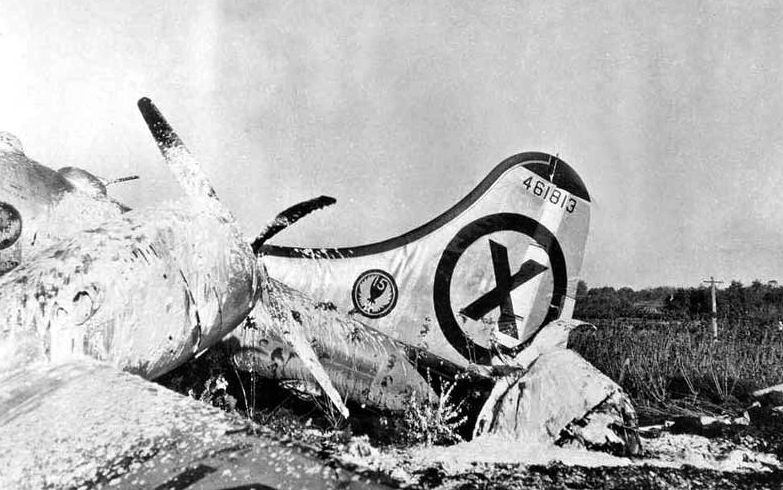
Рештки B-29, збитого 9 листопада 1950 року радянським МіГ-15.

Близький повітряний бій (бій на віражах, собача сутичка — калька з англ. dogfight або dog fight) — явище, що з'явилося ще в ході Першої світової війни, коли бойові дії велися на малих дистанціях. Винищувачі на той час не мали великої кількості зброї на борту і літаки могли воювати один з одним тільки з використанням кулеметів. Оскільки кулемети могли бути корисні тільки зблизька, літакам доводилося летіти дуже близько один до одного, щоб вести бій. Льотчикам доводилося літати з використанням великої кількості маневрів, щоб намагатися не бути підбитими чи вбитими та мати можливість, у свою чергу, атакувати ворожі літаки. Цей новий тип битв у повітрі було названо «догфайтингом». Винищувачі, створені саме для цього типу атак, іноді називали «догфайтерами».
Близький повітряний бій як явище, присутнє в контексті будь-якого великого конфлікту, існувало принаймні до 1992 року, хоча вже після Другої світової війни розвиток швидкості літаків і радіусу дії озброєнь робили його застарілим. У сучасному повітряному бою застосовується зброя далекого радіусу дії, яка може бути використана проти суперника задовго до входу до зони ведення ближнього повітряного бою. Застосування нових видів озброєння, зокрема ракет класу «повітря-повітря» з великою дальністю поразки та новими засобами виявлення (бортовими РЛС) дозволяє виявляти і вражати противника на далеких підступах, що, відповідно, зводить ймовірність проведення ближнього повітряного бою до нуля.
Близький повітряний бій в даний час став рідкісним явищем, проте всі сучасні винищувачі досі мають гарматне озброєння для можливих бойових зіткнень. Вбудовану гарматну установку мають усі винищувачі, за винятком F-35 варіантів B та С, у яких гармата винесена у спеціальний підвісний контейнер.
Сучасний ближній повітряний бій називається «повітряним маневруванням» (англ. Air Combat Maneuvering), що означає атаку чи ухилення від одного чи кількох супротивників.

## Дальній повітряний бій
7 травня 2025 року, згідно повідомлення телеканалу CNN, між Індією і Пакистаном відбувся масштабний повітряний бій, в якому брали участь 125 винищувачів, що вели бій на відстані понад 160 км (100 миль). При цьому літак жодної зі сторін не виходив за межі повітряного простору своєї країни. Пакистан заявив про збиття 5 індійських літаків.

### Етимологія
Термін «собачі бої» (англ. dogfight) використовувався протягом століть для опису ближнього бою: запеклого, швидкоплинного бою між двома або більше супротивниками. Термін набув популярності під час Другої світової війни, хоча його походження в повітряному бою можна простежити до останніх років Першої світової війни.
Одне з перших письмових посилань на сучасне використання цього слова було в описі смерті барона фон Ріхтгофена в газеті «The Graphic» у травні 1918 року: «Барон приєднався до бою, який, розбившись на групи, перетворився на те, що наші люди називають собачим боєм».
21 березня 1918 року кілька британських газет опублікували статтю Фредеріка Катлака, де це слово було вжито в сучасному розумінні: «Патруль з семи австралійських машин в суботу зустрівся з двадцятьма машинами цього цирку [фон Ріхтгофена] на висоті 12 000 футів. Десять ворогів пірнули, щоб атакувати наших людей. Протягом пів-хвилини тривав звичайний собачий бій».